# Európai Szabadalmi Hivatal
Az Európai Szabadalmi Hivatal (rövidítve: ESZH; angolul European Patent Office, magyarul is gyakran használt rövidítése EPO) az Európai Szabadalmi Egyezmény által létrehozott hivatal, amelynek fő feladata az európai szabadalmak engedélyezésével kapcsolatos eljárások lefolytatása. Ezen kívül nemzetközi kutatási szervként, illetve nemzetközi elővizsgálati hatóságként is működik nemzetközi szabadalmi bejelentésekkel kapcsolatban. 

## Egységei
A Hivatalnak egységei működnek Münchenben, Hágában, Berlinben és Bécsben.

## Az Európai Szabadalmi Hivatal elnökei
- Johannes Bob van Benthem (holland; 1977. november 1. - 1985. április 30.)
- Paul Braendli (svájci; 1985. május 1. – 1995. december 31.),
- Ingo Kober (német; 1996. január 1. – 2004. június 30.),
- Alain Pompidou (francia; 2004. július 1. – 2007. június 30.),
- Alison Brimelow (brit; 2007. július 1. – 2010. június 30.),
- Benoît Battistelli (2010. július 1. – 2018. június 30.), French.[1]
- António Campinos (portugál-francia; 2018. július 1-től; hivatali idejét 2023. július 1-jétől további öt évre meghosszabbították. [2]